# Saal Alt Lobetal
Der Saal Alt Lobetal ist ein Kulturdenkmal, das im Ortsteil Lobetal der Stadt Bernau steht. Er entwickelte sich aus einer früheren kleinen Kirche, die im damaligen Alt-Berlin als Markuskapelle im Jahr 1892 eingeweiht worden war. Als die Kapelle hier zu klein und durch ein größeres Gotteshaus ersetzt worden war, verkaufte die Gemeinde das Fachwerkkirchlein komplett. Für die Obdachlosenunterkunft in Lobetal wurde es wieder errichtet und 1909 geweiht. Dabei erhielten Gemeinde und Kirche den Namen des Lazarus.

## Beschreibung und Ausstattung
Die ehemalige Kapelle besteht aus reinem Fachwerk, das wie eine Häuserzeile angeordnet wurde. Nach vier giebelständigen Fassadenelementen schließt sich an der südwestlichen Ecke ein höheres Bauelement an, auf dessen Dach ein spitzer schmaler Glockenturm auf die frühere kirchliche Nutzung verweist.
Die Breite der Saalkirche beträgt etwa 12 Meter bei einer Länge von circa 22,5 Metern.
Eine mehrstufige Freitreppe führt zum Doppelportal des Bauwerks.
Seit 2010 verfügt der Saal Alt-Lobetal über eine kleine Orgel, die 1984 in der Eberswalder Orgelbauwerkstatt von Ulrich Fahlberg für das Pflegeheim Mühlbachhaus in Eberswalde gebaut worden ist.

## Geschichte
Die Bauentwürfe der Kapelle werden dem Architekten C. Schilling zugeschrieben. Sie wurde als Interimskirche im Dezember 1892 eingeweiht. Die Christengemeinde der Kommune Boxhagen-Rummelsburg am Rand von Berlin wuchs durch unaufhörlichen Zuzug von Arbeiterfamilien schnell, so dass eine neue größere Kirche dringend geworden war. Das alte Kirchengebäude wurde nach Lobetal verkauft, wo der Pfarrer Bodelschwingh 1905 eine Unterkunft für obdachlose Männer eröffnet hatte, die später den Namen Lobetaler Anstalten erhielt.
Dort wurde das hölzerne Gebäude im Auftrag des Vereins Hoffnungstal e.V. wieder aufgebaut und am 12. Juni 1909 als Lazaruskirche neu eingeweiht. Für die Umsetzung (Translozierung) war der Bauunternehmer und Architekt Gustav Lilienthal zuständig.
Die Saalkirche diente als Anstaltskirche bis 1960 für Gottesdienste, als Trauerhalle, auch als Speise- und Veranstaltungsraum. In diesem Jahr, am 16. Juni 1960, konnte ein Kirchenneubau auf dem Gelände der Anstalten eingeweiht werden und entlastete damit die bisherige Kapelle, sie heißt seitdem Saal Alt Lobetal. Nur mit dem Trick, ein entsprechendes Gebäude als Trauerkapelle zu beantragen, stimmten die staatlichen Verwaltungen dem Kirchenneubau zu. Verarbeitet wurden dabei sowohl Teile des 1905 errichteten, wegen Baufälligkeit nicht mehr benutzbaren Bet- und Speisesaals der Kolonie Hoffnungstal in Rüdnitz als auch Planken eines stillgelegten Oderkahns für den Boden. Erst 11 Jahre später konnte noch ein Glockenturm mit drei Glocken aufgesetzt werden. Der Neubau erhielt die Bezeichnung Waldkirche.
Nun wurde die Lazaruskirche entweiht und dient nach einer schrittweisen Sanierung seitdem als Begegnungszentrum für die Hoffnungstaler Anstalten.
Insbesondere nach der deutschen Wiedervereinigung konnten weitere Restaurierungsarbeiten am Bauwerk ausgeführt werden, wobei Aspekte des Denkmalschutzes berücksichtigt wurden. 
Der Trägerverein der Anstalten hat eine Stabsstelle Kommunikation gegründet, die im Saal regelmäßig Kulturveranstaltungen organisiert, die von den Insassen und Interessenten aus nah und fern gern besucht werden. Beispiele sind:
- Auftritt der Bielefelder Komödiantengruppe Ballastwache[7]
- In den Jahren 2016/17 übten drei Artisten aus dem Circus Roncalli mit 20 behinderten Bewohnern der Anstalten einen öffentlichen Auftritt.[8]
- 2. September 2017: Auftritt der Theatergruppe des Gemeindepsychiatrischen Verbundes und Altenhilfe (GPVA) mit dem Stück Zwei arme Irre ! ? – Luther und Bodelschwingh in einer Therapeutischen Wohngemeinschaft.[9]
- September 2020: die Sängerin und Pianistin Kadri Voorand präsentiert zusammen mit dem Bassisten Mihkel Mälgand ihr Debüt-Album In Duo with Mihkel Mälgand[10]

Im 21. Jahrhundert hat die Regierung des Bundeslandes Brandenburg das erhaltene Bauwerk zusammen mit einer Christusfigur unter Denkmalschutz gestellt.